# Grand Prix Formule 1 van Canada 2012
De Grand Prix Formule 1 van Canada 2012 werd gehouden op 10 juni 2012, op het Circuit Gilles Villeneuve. Het was de zevende race van het kampioenschap.

## Wedstrijdverslag

### Achtergrond

#### DRS-wijziging
In tegenstelling tot vorig jaar, waarin er twee Drag Reduction System-zones waren, was het er in dit seizoen maar een. De achtervleugel mag nu enkel nog open op het rechte stuk voor de laatste chicane, en niet meer op het rechte stuk bij de start- en finishlijn. Het detectiepunt zal wel op dezelfde plaats liggen, te weten vlak na de haardspeldbocht.

#### Studentenprotest
Op donderdag 25 mei hebben studenten van de Universiteit van Quebec gedreigd met het blokkeren van de Grand Prix die 17 dagen later werd verreden. De studenten waren boos op de Canadese overheid omdat zij het schoolgeld duurder willen maken als onderdeel van bezuinigingen. De studenten hadden diezelfde dag het metrosysteem van Montréal al platgelegd door middel van rookbommen die de veiligheidssystemen op hol lieten slaan.
Ook dichter tegen het raceweekend aan lieten de studenten van zich horen, waardoor de Open Doors Day, een evenement op de donderdag waar de fans op de baan en in de pits mogen rondkijken en lopen, moest worden afgelast. Daarnaast stelde de organisator van de Grand Prix dat vanwege de inmenging van hackersorganisatie Anonymous het publiek dit jaar in mindere getale tickets kocht, mede omdat klantgegevens van 130 verkooppunten waren gepubliceerd.
Tijdens het weekend hebben de studenten ook nog van zich laten horen. Oud-wereldkampioen Jacques Villeneuve, te gast bij de Grand Prix, werd met de dood bedreigd omdat hij zich uitliet over de studenten door te stellen dat "ze zijn opgegroeid zonder ooit een 'nee' van hun ouders te hebben gehoord”

### Kwalificatie
Red Bull-coureur Sebastian Vettel behaalde op zaterdag de pole position. Het is zijn tweede pole van het jaar en de 32e uit zijn carrière. Lewis Hamilton kwalificeerde zich voor McLaren als tweede en Fernando Alonso zette zijn Ferrari op de derde plaats. Vettels teamgenoot Mark Webber en Mercedes-coureur Nico Rosberg volgden op de plaatsen vier en vijf. Alonso's teamgenoot Felipe Massa, Lotus-coureur Romain Grosjean, Force India-coureur Paul di Resta, Rosbergs teamgenoot Michael Schumacher en Hamiltons teamgenoot Jenson Button maakten de top tien vol.
Een opmerkelijke situaties in het achterveld was dat Toro Rosso-coureur Jean-Eric Vergne op snelheid door de beide Caterhams werd verslagen. Zelf gaf hij aan dat dit kwam door zijn crash in de derde vrije training in combinatie met verkeer in zijn snelle ronde.
Na de kwalificatie moest Williams-coureur Pastor Maldonado vijf plaatsen inleveren vanwege een versnellingsbakwissel.

### Race
De race werd gewonnen door Lewis Hamilton Romain Grosjean kwam als tweede over de streep en Sauber-coureur Sergio Pérez mocht als laatste naar het podium. Sebastian Vettel werd vierde en Fernando Alonso kwam door bandenproblemen als vijfde aan de finish, terwijl hij zeven ronden voor het einde van de race nog eerste lag. Nico Rosberg werd zesde, Mark Webber zevende en Grosjeans teamgenoot Kimi Räikkönen achtste. Kamui Kobayashi werd voor Sauber negende en Felipe Massa kwam als tiende over de finish.
Michael Schumacher kwam voor de vijfde keer in 2012 niet aan de finish, deze keer door problemen met zijn DRS-systeem.

## Vrije trainingen
- Er wordt enkel de top 5 weergegeven.

| Vrije training 1 | Pos | No | Coureur          | Constructeur            | Tijd     |
| ---------------- | --- | -- | ---------------- | ----------------------- | -------- |
| Vrije training 1 | 1   | 4  | Lewis Hamilton   | McLaren-Mercedes        | 1:15.564 |
| Vrije training 1 | 2   | 1  | Sebastian Vettel | Red Bull Racing-Renault | 1:15.682 |
| Vrije training 1 | 3   | 8  | Nico Rosberg     | Mercedes                | 1:15.782 |
| Vrije training 1 | 4   | 5  | Fernando Alonso  | Ferrari                 | 1:15.842 |
| Vrije training 1 | 5   | 2  | Mark Webber      | Red Bull Racing-Renault | 1:15.897 |
| Vrije training 2 | Pos | No | Coureur          | Constructeur            | Tijd     |
| Vrije training 2 | 1   | 4  | Lewis Hamilton   | McLaren-Mercedes        | 1:15.259 |
| Vrije training 2 | 2   | 5  | Fernando Alonso  | Ferrari                 | 1:15.313 |
| Vrije training 2 | 3   | 6  | Felipe Massa     | Ferrari                 | 1:15.410 |
| Vrije training 2 | 4   | 1  | Sebastian Vettel | Red Bull Racing-Renault | 1:15.531 |
| Vrije training 2 | 5   | 11 | Paul di Resta    | Force India-Mercedes    | 1:15.544 |
| Vrije training 3 | Pos | No | Coureur          | Constructeur            | Tijd     |
| Vrije training 3 | 1   | 1  | Sebastian Vettel | Red Bull Racing-Renault | 1:14.442 |
| Vrije training 3 | 2   | 5  | Fernando Alonso  | Ferrari                 | 1:14.448 |
| Vrije training 3 | 3   | 4  | Lewis Hamilton   | McLaren-Mercedes        | 1:14.712 |
| Vrije training 3 | 4   | 2  | Mark Webber      | Red Bull Racing-Renault | 1:14.724 |
| Vrije training 3 | 5   | 18 | Pastor Maldonado | Williams-Renault        | 1:14.755 |

Testcoureurs: geen

## Kwalificatie
| Pos                 | No | Coureur            | Constructeur            | Q1       | Q2       | Q3       | Grid |
| ------------------- | -- | ------------------ | ----------------------- | -------- | -------- | -------- | ---- |
| 1                   | 1  | Sebastian Vettel   | Red Bull Racing-Renault | 1:14.661 | 1:14.187 | 1:13.784 | 1    |
| 2                   | 4  | Lewis Hamilton     | McLaren-Mercedes        | 1:14.891 | 1:14.371 | 1:14.087 | 2    |
| 3                   | 5  | Fernando Alonso    | Ferrari                 | 1:14.916 | 1:14.314 | 1:14.151 | 3    |
| 4                   | 2  | Mark Webber        | Red Bull Racing-Renault | 1:14.956 | 1:14.479 | 1:14.346 | 4    |
| 5                   | 8  | Nico Rosberg       | Mercedes                | 1:15.098 | 1:14.568 | 1:14.411 | 5    |
| 6                   | 6  | Felipe Massa       | Ferrari                 | 1:15.194 | 1:14.641 | 1:14.465 | 6    |
| 7                   | 10 | Romain Grosjean    | Lotus-Renault           | 1:15.163 | 1:14.627 | 1:14.645 | 7    |
| 8                   | 11 | Paul di Resta      | Force India-Mercedes    | 1:15.019 | 1:14.639 | 1:14.705 | 8    |
| 9                   | 7  | Michael Schumacher | Mercedes                | 1:14.892 | 1:14.480 | 1:14.812 | 9    |
| 10                  | 3  | Jenson Button      | McLaren-Mercedes        | 1:14.799 | 1:14.680 | 1:15.182 | 10   |
| 11                  | 14 | Kamui Kobayashi    | Sauber-Ferrari          | 1:15.101 | 1:14.688 |          | 11   |
| 12                  | 9  | Kimi Räikkönen     | Lotus-Renault           | 1:14.995 | 1:14.734 |          | 12   |
| 13                  | 12 | Nico Hülkenberg    | Force India-Mercedes    | 1:15.107 | 1:14.748 |          | 13   |
| 14                  | 16 | Daniel Ricciardo   | STR-Ferrari             | 1:15.552 | 1:15.078 |          | 14   |
| 15                  | 15 | Sergio Pérez       | Sauber-Ferrari          | 1:15.326 | 1:15.156 |          | 15   |
| 16                  | 19 | Bruno Senna        | Williams-Renault        | 1:14.995 | 1:15.170 |          | 16   |
| 17                  | 18 | Pastor Maldonado   | Williams-Renault        | 1:14.979 | 1:15.231 |          | 22   |
| 18                  | 20 | Heikki Kovalainen  | Caterham-Renault        | 1:16.263 |          |          | 17   |
| 19                  | 21 | Vitaly Petrov      | Caterham-Renault        | 1:16.482 |          |          | 18   |
| 20                  | 17 | Jean-Éric Vergne   | STR-Ferrari             | 1:16.602 |          |          | 19   |
| 21                  | 22 | Pedro de la Rosa   | HRT-Cosworth            | 1:17.492 |          |          | 20   |
| 22                  | 24 | Timo Glock         | Marussia-Cosworth       | 1:17.901 |          |          | 21   |
| 23                  | 25 | Charles Pic        | Marussia-Cosworth       | 1:18.255 |          |          | 23   |
| 24                  | 23 | Narain Karthikeyan | HRT-Cosworth            | 1:18.330 |          |          | 24   |
| 107% tijd: 1:19.887 |    |                    |                         |          |          |          |      |

## Race
| Pos | No | Coureur            | Constructeur            | Rondes | Tijd/Oorzaak uitval | Grid | Punten |
| --- | -- | ------------------ | ----------------------- | ------ | ------------------- | ---- | ------ |
| 1   | 4  | Lewis Hamilton     | McLaren-Mercedes        | 70     | 1:32:29.586         | 2    | 25     |
| 2   | 10 | Romain Grosjean    | Lotus-Renault           | 70     | +2.513              | 7    | 18     |
| 3   | 15 | Sergio Pérez       | Sauber-Ferrari          | 70     | +5.260              | 15   | 15     |
| 4   | 1  | Sebastian Vettel   | Red Bull Racing-Renault | 70     | +7.295              | 1    | 12     |
| 5   | 5  | Fernando Alonso    | Ferrari                 | 70     | +13.411             | 3    | 10     |
| 6   | 8  | Nico Rosberg       | Mercedes                | 70     | +13.842             | 5    | 8      |
| 7   | 2  | Mark Webber        | Red Bull Racing-Renault | 70     | +15.085             | 4    | 6      |
| 8   | 9  | Kimi Räikkönen     | Lotus-Renault           | 70     | +15.567             | 12   | 4      |
| 9   | 14 | Kamui Kobayashi    | Sauber-Ferrari          | 70     | +24.432             | 11   | 2      |
| 10  | 6  | Felipe Massa       | Ferrari                 | 70     | +25.272             | 6    | 1      |
| 11  | 11 | Paul di Resta      | Force India-Mercedes    | 70     | +37.693             | 8    |        |
| 12  | 12 | Nico Hülkenberg    | Force India-Mercedes    | 70     | +46.236             | 13   |        |
| 13  | 18 | Pastor Maldonado   | Williams-Renault        | 70     | +47.052             | 22   |        |
| 14  | 16 | Daniel Ricciardo   | STR-Ferrari             | 70     | +1:04.475           | 14   |        |
| 15  | 17 | Jean-Éric Vergne   | STR-Ferrari             | 69     | +1 ronde            | 19   |        |
| 16  | 3  | Jenson Button      | McLaren-Mercedes        | 69     | +1 ronde            | 10   |        |
| 17  | 19 | Bruno Senna        | Williams-Renault        | 69     | +1 ronde            | 16   |        |
| 18  | 20 | Heikki Kovalainen  | Caterham-Renault        | 69     | +1 ronde            | 17   |        |
| 19  | 21 | Vitali Petrov      | Caterham-Renault        | 69     | +1 ronde            | 18   |        |
| 20  | 25 | Charles Pic        | Marussia-Cosworth       | 67     | +3 ronden           | 23   |        |
| DNF | 24 | Timo Glock         | Marussia-Cosworth       | 56     | Remmen              | 21   |        |
| DNF | 7  | Michael Schumacher | Mercedes                | 43     | Hydrauliek/DRS      | 9    |        |
| DNF | 22 | Pedro de la Rosa   | HRT-Cosworth            | 24     | Remmen              | 20   |        |
| DNF | 23 | Narain Karthikeyan | HRT-Cosworth            | 22     | Remmen              | 24   |        |

## Standen na de Grand Prix
- Er wordt enkel de top 5 weergegeven.

### Coureurs
| Positie | Nummer | Rijder           | Team                    | Punten |
| ------- | ------ | ---------------- | ----------------------- | ------ |
| 1       | 4      | Lewis Hamilton   | McLaren-Mercedes        | 88     |
| 2       | 5      | Fernando Alonso  | Ferrari                 | 86     |
| 3       | 1      | Sebastian Vettel | Red Bull Racing-Renault | 85     |
| 4       | 2      | Mark Webber      | Red Bull Racing-Renault | 79     |
| 5       | 9      | Nico Rosberg     | Mercedes                | 67     |

### Constructeurs
| Positie | Nummers | Team                    | Rijders                         | Punten |
| ------- | ------- | ----------------------- | ------------------------------- | ------ |
| 1       | 1 2     | Red Bull Racing-Renault | Sebastian Vettel Mark Webber    | 164    |
| 2       | 3 4     | McLaren-Mercedes        | Jenson Button Lewis Hamilton    | 133    |
| 3       | 9 10    | Lotus-Renault           | Kimi Räikkönen Romain Grosjean  | 108    |
| 4       | 5 6     | Ferrari                 | Fernando Alonso Felipe Massa    | 97     |
| 5       | 7 8     | Mercedes                | Michael Schumacher Nico Rosberg | 69     |